# San Pedro Pinula
San Pedro Pinula é uma cidade da Guatemala do departamento de Jalapa.